# Melchior Neumayr
Melchior Neumayr (München, 1845. október 24. – Bécs, 1890. január 29.) német paleontológus.

## Élete
Előbb jogot, aztán geológiát tanult és 1868 és 1872 között részt vett az osztrák földtani intézet felvételeiben. Miután elébb Heidelbergben egy évig magántanár volt, 1879-ben a paleontológia rendes tanára lett a bécsi egyetemen. Kutatásait különösen a Jura-képződésre fordította, és elméletben a Darwin-féle kiválási tant alkalmazta a geológiai korszakok flórájára és faunájára. Nevezetes munkája: Erdgeschichte (Lipcse 1886-87); Die Stämme des Tierreichs című nagy szabású művéből csak az I. kötet jelent meg (Bécs és Prága 1889).